# آریسا هیگاشینو
آریسا هیگاشینو (انگلیسی: Arisa Higashino؛ زادهٔ ۱ اوت ۱۹۹۶) بدمینتون‌باز زن اهل ژاپن است.